# Жоховська стоянка
76°08′50″ пн. ш. 152°43′12″ сх. д. / 76.1473° пн. ш. 152.72° сх. д.
Жоховська стоянка — мезолітична стоянка Сумнагінської культури, розташована на острові Жохова (Новосибірські острови) в Якутії. Датується віком 7-6 тис. років до Р. Х..
Знайдені археологічні знахідки є унікальними за розташуванням у високих широтах. Північніше древня людина не засновувала постійних стоянок (північніші стоянки виявлені у Гренландії, але вони значно молодше).
На той час острів був частиною материкової суші. У поселенні постійно проживало від 25 до 50 осіб. Практикувався цілорічний промисел північного оленя і білого ведмедя взимку. Знайдені докази постійного вживання в їжу м'яса білого ведмедя. Ніде у світі такої культури поїдання м'яса білого ведмедя більше не знайдено, тому стоянка на острові Жохова також є унікальною.
Генетично жителі стоянки мали західноєвразійське походження. Предки цих людей прийшли в це місце із Західного Сибіру або з Уралу. У мешканців Жоховської стоянки визначена мітохондріальна гаплогрупа K (поширена серед чувашів — 18 %, Альпійський регіон та Британські острови — близько 10 % населення, а також серед близькосхідних народів) і, ймовірно, у двох зразків визначені мітохондріальні гаплогрупи W (найбільша концентрація в наш час — на півночі Пакистану) та V (сучасне поширення — саами, пасьєго). Пізніша генетична лінія цих людей у місцевому північному населенні не знайдена, що свідчить про закритість даного етносу від чужинців.
При розкопках у 2015 році були виявлені рештки собак, вивчивши які вчені зробили відкриття — вже 7 тисяч років до Р. Х. мешканці Жоховської стоянки займалися виведенням породистих їздових собак, дуже близьких до стандарту сибірської лайки, вагою до 25 кг. Знайдені рештки свідчать про цілеспрямовану багаторічну роботу з породою, знайдені останки як зрілих, так і старих собак. За старіючими собаками люди доглядали до останнього, не дозволяючи собакам вмирати від голоду. Пізніше були знайдені нарти, що свідчить про те, що собак використовували як їздових. Також є підстави вважати, що частина особливо великих лайок допомагала у полюванні на ведмедів.
У жоховських собак, які жили 5,8-6 тис. до Р. Х., генетиками визначена мітохондріальна гаплогрупа A
Результати порівняльного повногеномного дослідження дозволили з'ясувати, що родовід сучасних їздових собак бере свій початок від одомашненого пращура, що жив в Арктичному Сибіру 7,5 тисячі років до Р. Х.. Геном з нижньої щелепи собаки «Жохов» має покриття 9,6 ×. Щелепа датована 7524 календарними роками до Р. Х.. Геном собаки «Жохов» виявився найтісніше пов'язаний з геномами сучасних їздових собак (гренландські їздові собаки, аляскинські маламути, аляскинські і сибірські хаскі) і американських доєвропейсько-контактних собак, таких як собака з Порт-о-Шуа морської архаїчної культури (~ 2000 років до Р. Х.). Безконтрольний кластерний аналіз за допомогою програмного забезпечення NGSadmix згрупував сучасних домашніх собак в чотири кластери: африканські, європейські, азійські та їздові собаки, включаючи «Жохов». «Жохов» представляє собою родовід, яrий розходився з предком сучасних їздових собак. Це говорить про генетичну спадкоємність в арктичних породах собак, що найменше, протягом останніх ~ 9500 років, встановлюючи нижню межу походження лінії їздових собак. D-статистика вказала на надлишок алелів між плейстоценовими вовками з Янської стоянки і з Таймиру з одного боку і американо-жоховськими їздовими собаками з іншого, що наводить на думку про змішання, яке нещодавно відбулося між плейстоценовими вовками і предками американо-жоховських їздових собак..
Мешканці Жоховської стоянки 7 тис. до Р. Х. привозили обсидіан з берегів озера Червоне на Чукотці.